# Wolfgang Moitzi

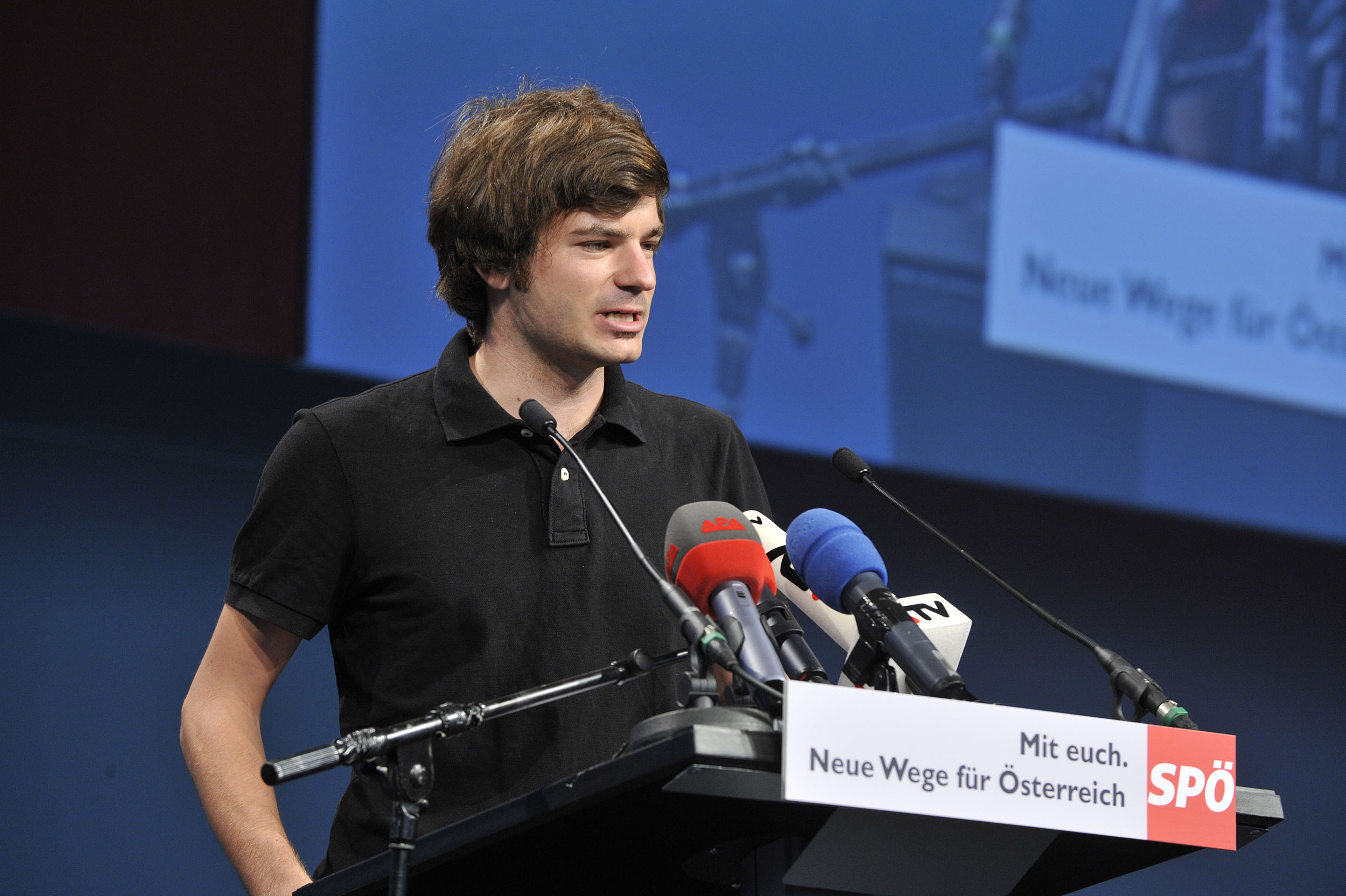
Wolfgang Moitzi (2008)

Wolfgang Moitzi (* 1. August 1984 in Judenburg, Steiermark) war von 2007 bis 2014 Verbandsvorsitzender der Sozialistischen Jugend Österreich (SJÖ). Moitzi studierte Rechtswissenschaft in Graz. Im September 2018 folgte er Max Lercher als Abgeordneter zum Landtag Steiermark nach. Seit Oktober 2024 ist Wolfgang Moitzi Abgeordneter zum Nationalrat.

## Leben
Moitzi wuchs in Spielberg auf, seine Matura machte er 2004 in der HTBL Kapfenberg. 2002 trat er der SJ Kapfenberg bei.
In Anschluss an den Präsenzdienst begann er 2005 das Studium der Rechtswissenschaften an der Universität Graz. Im selben Jahr wurde er Landesvorsitzender der SJ Steiermark und damit Präsidiumsmitglied der SPÖ Steiermark. Er war außerdem Initiator der Neugründung der SJ Knittelfeld in diesem Jahr, deren Vorsitz er bis 2007 leitete.
Nach dem Rücktritt von Torsten Engelage im Oktober 2007 übernahm er übergangsweise den geschäftsführenden Vorsitz der SJÖ, bis er am Verbandstag in Linz am 1. November 2008, nachdem er bereits im August 2008 Mitglied im Bundesvorstand der SPÖ geworden war, mit 90,5 % zum neuen Vorsitzenden gewählt wurde.
Am Verbandstag im Dezember 2012 wurde er abermals als Verbandsvorsitzender bestätigt. Bei der Nationalratswahl 2013 kandidierte Moitzi im neu gebildeten Regionalwahlkreis Obersteiermark an dritter Stelle der SPÖ-Liste, konnte jedoch auf Grund des schwachen Abschneidens der SPÖ kein Grundmandat erzielen.
Im Februar 2014 kündigte er an, sein Mandat nicht zu verlängern und in die Privatwirtschaft zu wechseln.
Von 2008 bis 2013 war er Vorsitzender der Österreichischen Bundesjugendvertretung.
Nach seinem Ausscheiden aus dem SJ-Vorsitz wurde Moitzi als Referent im Büro von Landeshauptmann-Stellvertreter Siegfried Schrittwieser, zuständig für die Bereiche Behindertenwesen, Bedarfsorientierte Mindestsicherung und Sozialhilfe, Armutsbekämpfung sowie Wohnbeihilfe, und ab 2015 im Büro von Landesrätin Doris Kampus, zuständig für die Bereiche Behindertenhilfe und Seniorinnen, tätig.
Im September 2018 rückte er für Max Lercher als Abgeordneter zum Landtag Steiermark nach. Im Oktober 2018 übernahm Moitzi die Stellvertretung der Landesgeschäftsführung der SPÖ Steiermark. Nach der Landtagswahl 2019 wurde er in der zweiten Sitzung der XVIII. Gesetzgebungsperiode am 21. Jänner 2020 erneut als Abgeordneter zum Landtag Steiermark angelobt. Er rückte für ein SPÖ-Regierungsmitglied der im Dezember 2019 gebildeten Landesregierung Schützenhöfer II nach. Moitzi war Bereichssprecher für Wohnbau und im Ausschuss für Gemeinden, Umwelt, Petitionen und Landwirtschaft vertreten.
Nach der Nationalratswahl 2024 wurde er in der konstituierenden Sitzung der XXVIII. Gesetzgebungsperiode am 23. Oktober 2024 als Abgeordneter zum Nationalrat angelobt. Sein Landtagsmandat ging an Otto Rottensteiner.

## Politische Laufbahn
In Moitzis Amtszeit konnte die SJ innerparteilich, wie auch bundesweit einige Forderungen umsetzen. Beispielsweise wurden mit der rezeptfreien Pille danach,
der Vereinheitlichung des Jugendschutzes,
der Direktauszahlung der Familienbeihilfe
und dem Verbot von Gratis-Praktika im öffentlichen Dienst
langjährige Forderungen der Sozialistischen Jugend umgesetzt.
Innerparteilich sorgte die österreichweite Kampagne „Reiche müssen zahlen!“ für einen Meinungsumschwung in der SPÖ, die danach geschlossen für Vermögenssteuern eintrat. Auch wurde österreichweit mit einer Demokratisierungsinitiative getourt um die Partei wieder „programmatischer, demokratischer, offener, gleichberechtigter und jünger“  zu gestalten.
Am Bundesparteitag der SPÖ 2012 in St. Pölten konnte die SJ wesentliche Forderungen durchbringen, so wurden die Anträge zum Verbot des kleinen Glücksspiels und zur Erarbeitung eines neuen Parteiprogramms unter größtmöglicher Einbindung breiter Teile der Partei angenommen.

## Internationale Arbeit
Unter Moitzi wurde außerdem die internationale Rolle der Sozialistischen Jugend in den Dachverbänden der YES (ehemals ECOSY) und der IUSY wieder gestärkt. Man stellte seitdem in beiden Organisationen den Vizepräsidenten.
Im Jahr 2011 fand das IUSY World Festival unter der Organisation der SJ in Österreich statt. Auch wurde mit der „Rise Up!“ Initiative das erste Mal eine europaweit koordinierte Kampagne und eine Petition zur Jugendarbeitslosigkeit organisiert, die im Dezember 2012 dem EU-Parlament übergeben wurde.

## Politische Ansichten
Moitzi nahm am Jugendworkshop der Diskussionsreihe EU-(k)Ein Ungeheuer der FH Joanneum teil, wo er sich für eine vollständige Trennung von Religion und Staat aussprach.
Er setzte sich in einer Rede auf einer Demonstration in Wien öffentlich für ein Bleiberecht von Arigona Zogaj ein.
Moitzi tritt für eine Volksabstimmung über den Vertrag von Lissabon ein und möchte auf lange Sicht die Banken in Volkseigentum überführen.
Sein Bekenntnis zum Marxismus begründet Moitzi wie folgt:

„Die Sozialistische Jugend baut auf einem Grundsatzprogramm auf, das wir im Jahr 2004 beschlossen haben. Das ist ein traditionelles Grundsatzprogramm, mit dem wir uns ganz klar auf marxistischem Boden befinden. Marx erlebt gerade jetzt, in Zeiten der Finanzkrise, wieder eine Renaissance. Nach 160 Jahren sieht man heute, dass die Schlussfolgerungen von Karl Marx noch immer stimmen und seine Analyse der Gesellschaft nach wie vor aktuell ist.“
Zum gleichen Thema relativierte Moitzi in einem Interview in Polilog, dass es „den klassischen Marxismus als solchen, der von heute auf morgen umgesetzt werden kann“ nicht gebe.
Ein „soziales Steuersystem“ und „die Reform der Bildung“ seien ebenso zentrale Themen, wie die Frage nach Studiengebühren, deren Ablehnung für Moitzi „nicht verhandelbar“ ist.
Moitzi fordert das Verbot der Nationalen Volkspartei und deren Jugendorganisation JNVP.
Er wurde außerdem zur ZIB 24 am 27. März 2009 eingeladen,
wo er zum Thema Jugendarbeitslosigkeit Stellung nahm und sich unter anderem für die Einführung eines Lehrlingsfonds aussprach.
In der ORF-Diskussionssendung im ZENTRUM am 18. Oktober 2009
forderte er eine stärkere Erhöhung der Pensionen nach dem Pensionisten-Preisindex.
Per Presseaussendung fordert er am 28. Jänner 2014 Kennzeichnungspflicht für Polizisten, eine schon mehr als zwei Jahre alte Forderung der SJ.